# Jerzy Gelbard

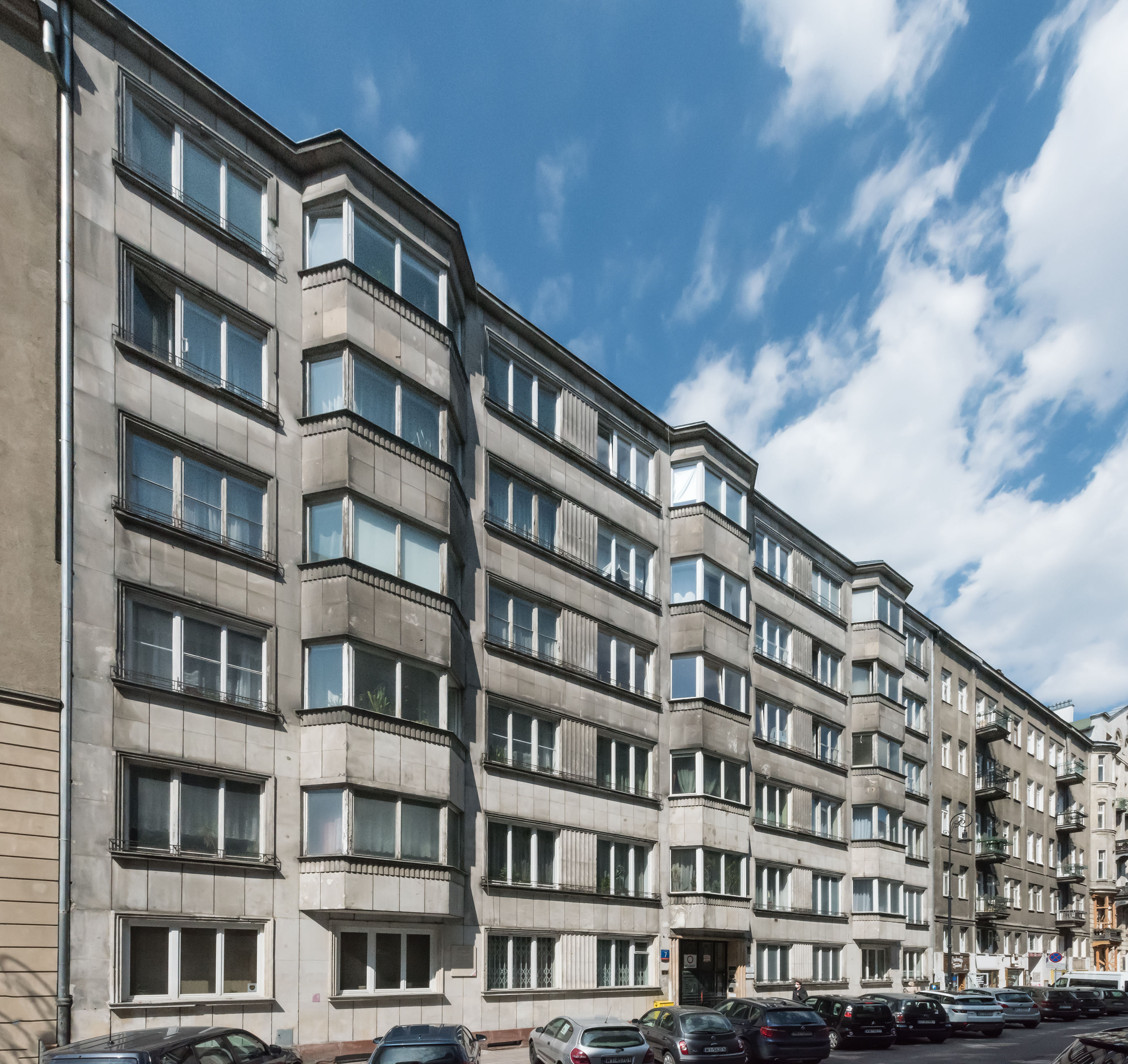
Kamienica Juliana Glassa przy ul. Lwowskiej w Warszawie 7 z charakterystyczną dla twórczości Jerzego Gelbarda i Romana Sigalina wykuszową fasadą

Jerzy Gelbard (ur. 9 lutego 1894 w Częstochowie, zm. w lipcu 1944) – polski architekt, kolekcjoner, malarz i grafik.

## Życiorys
Był synem stomatologa Adolfa i Gustawy z d. Kohn. W 1912 ukończył gimnazjum w Częstochowie i podjął studia z architektury w paryskiej École nationale supérieure des beaux-arts, które przerwał wybuch I wojny światowej w 1914. 
Był uczestnikiem wojny polsko-bolszewickiej; jako ochotnik służył w Pierwszym Pułku Artylerii Ciężkiej. Następnie studiował na Wydziale Architektury Politechniki Warszawskiej (uzyskał dyplom tej uczelni w 1922) i jednocześnie (od 1920) kontynuował studia w École nationale supérieure des beaux-arts. W dwudziestoleciu międzywojennym prowadził w Warszawie biuro architektoniczne z Romanem Sigalinem. Obaj architekci zaprojektowali wspólnie m.in. szereg luksusowych kamienic o charakterystycznych wykuszowych fasadach.
Od I wojny światowej zajmował się sztukami pięknymi. Tworzył obrazy, w tym krajobrazy i portrety, rysunki, plakaty, litografie, a dla czasopisma „Skamander” grafiki. W 1923 wraz z kolegami – Tadeuszem Gronowskim, Antonim Bormanem i Janem Mucharskim − otworzył w Warszawie atelier graficzne „Plakat”. Brał udział w kilku wystawach plastycznych w Polsce oraz w Paryżu. W malarstwie stosował różne techniki, m.in. pastel, gwasz, akwarelę, olejną. Plakaty jego autorstwa znajdują się w kolekcji Muzeum Plakatu w Wilanowie, a rysunek w warszawskim Muzeum Narodowym.  
W czasie okupacji niemieckiej, od listopada 1940, przebywał w warszawskim getcie. W latach 1940 i 1942 Niemcy zrabowali jego kolekcję dzieł sztuki (nie została odnaleziona po wojnie). Później ukrywał się po „stronie aryjskiej” u Kazimiery Żuławskiej. Aresztowany przez Niemców trafił na Pawiak, a następnie do obozu koncentracyjnego na Majdanku. Zginął w 1944, prawdopodobnie już po opuszczeniu wyzwolonego obozu.

## Życie prywatne
Był mężem Izabeli Stachowicz, którą poznał i poślubił w czasie pobytu w Paryżu.

## Ważniejsze prace architektoniczne
- Laboratorium chemiczno-farmaceutyczne „Asmidar“ przy ul. Grzybowskiej 88 w Warszawie (z Grzegorzem Sigalinem i Romanem Sigalinem)[12]
- Budynek Ubezpieczalni Społecznej w Sosnowcu[13]
- Kamienice Juliana Glassa przy ul. Kredytowej 6[13], ul. Lwowskiej 7[14], ul. Mokotowskiej 46a[15] i ul. Hożej 35[16] w Warszawie (z Romanem Sigalinem)[17]
- Kamienica Składów Żelaza „Julian Glass“ przy ul. Hożej 27a w Warszawie (z Romanem Sigalinem)[18]
- Kamienice przy ul. Smulikowskiego 10, 12 i 14 w Warszawie (z Romanem Sigalinem)[19]
- Kamienica Banku Handlowego i Abrama Wachsmachera w Warszawie przy ul. Nowy Świat 3 w Warszawie (z Romanem Sigalinem)[20]
- Kamienica Haliny i Janusza Regulskich przy al. Przyjaciół 8 w Warszawie (z Romanem Sigalinem)[21]
- Kamienica Henryka Norymberskiego i Joska Goldfeina przy al. Niepodległości 151 (z Romanem Sigalinem)[22]
- Kamienica Gustawa Pala przy Al. Jerozolimskich 101 (z Romanem Sigalinem)[23]
- Kamienica firmy „Steinhagen i Saenger” przy ul. Konopnickiej 3 w Warszawie (z Romanem Sigalinem)[24]
- Kamienica biura budowlanego „B. i E. Suchowolscy“ przy ul. Opoczyńskiej 6 w Warszawie (z Romanem Sigalinem)[25]
- Kamienice przy ul. Siennej 55 i 57 (z Romanem Sigalinem)[26]
- Kompleks gastronomiczno-rozrywkowy „Adria” przy ul. Moniuszki 10 w Warszawie (razem z Edwardem Seyenbethelem oraz Grzegorzem i Romanem Sigalinami)[27].